# Desa Karangsari (administrativ by i Indonesien, Jawa Timur, lat -8,34, long 114,19)
Desa Karangsari är en administrativ by i Indonesien.   Den ligger i provinsen Jawa Timur, i den sydvästra delen av landet, 800 km öster om huvudstaden Jakarta.